# 오순 필 화조어해초충도
오순 필 화조어해초충도(吳珣 筆 花鳥魚蟹草蟲圖)는 대한민국 경기도 고양시 일산동구에 있는 조선의 그림 1건 1점 (8폭)이다. 2018년 9월 11일 경기도의 유형문화재로 지정 예고를 거쳐, 2018년 12월 19일 경기도의 유형문화재 제351호로 지정되었다.

## 지정 사유
조선 후기에 궁중 화원으로 활약했던 뛰어난 화가 오순의 작품으로 넓은 여백을 남기는 과감한 공간 구성을 취하고, 활달한 필치로 꽃과 새 등을 생동감 있게 표현한 점, 농담의 적절한 사용 등 우수하다.
지금까지 알려진 오순의 작품은 대개 산수화였기에 그의 다른 주제로 새롭게 화조, 영모 화풍을 알려주는 중요한 작품이다.

## 같이 보기
- 오순

## 참고 문헌
- 오순 필 화조어해초충도 - 국가유산청 국가유산포털